# Тьезак
Тьеза́к (фр. Thiézac, окс. Tiesac) — коммуна во Франции, находится в регионе Овернь. Департамент — Канталь. Входит в состав кантона Вик-сюр-Сер. Округ коммуны — Орийак.
Код INSEE коммуны — 15236.
Коммуна расположена приблизительно в 430 км к югу от Парижа, в 95 км южнее Клермон-Феррана, в 21 км к северо-востоку от Орийака.

## Население
Население коммуны на 2008 год составляло 604 человека.
| 1962 | 1968 | 1975 | 1982 | 1990 | 1999 | 2008 |
| ---- | ---- | ---- | ---- | ---- | ---- | ---- |
| 1073 | 1010 | 789  | 742  | 693  | 614  | 604  |

## Экономика
В 2007 году среди 368 человек в трудоспособном возрасте (15—64 лет) 248 были экономически активными, 120 — неактивными (показатель активности — 67,4 %, в 1999 году было 69,6 %). Из 248 активных работали 225 человек (123 мужчины и 102 женщины), безработных было 23 (13 мужчин и 10 женщин). Среди 120 неактивных 12 человек были учениками или студентами, 53 — пенсионерами, 55 были неактивными по другим причинам.

## Достопримечательности
- Часовня Утешения Богоматери (XII—XIII века). Памятник истории с 1980 года[3]
- Церковь Сен-Мартен (XV век). Памятник истории с 1976 года[4]

## Фотогалерея

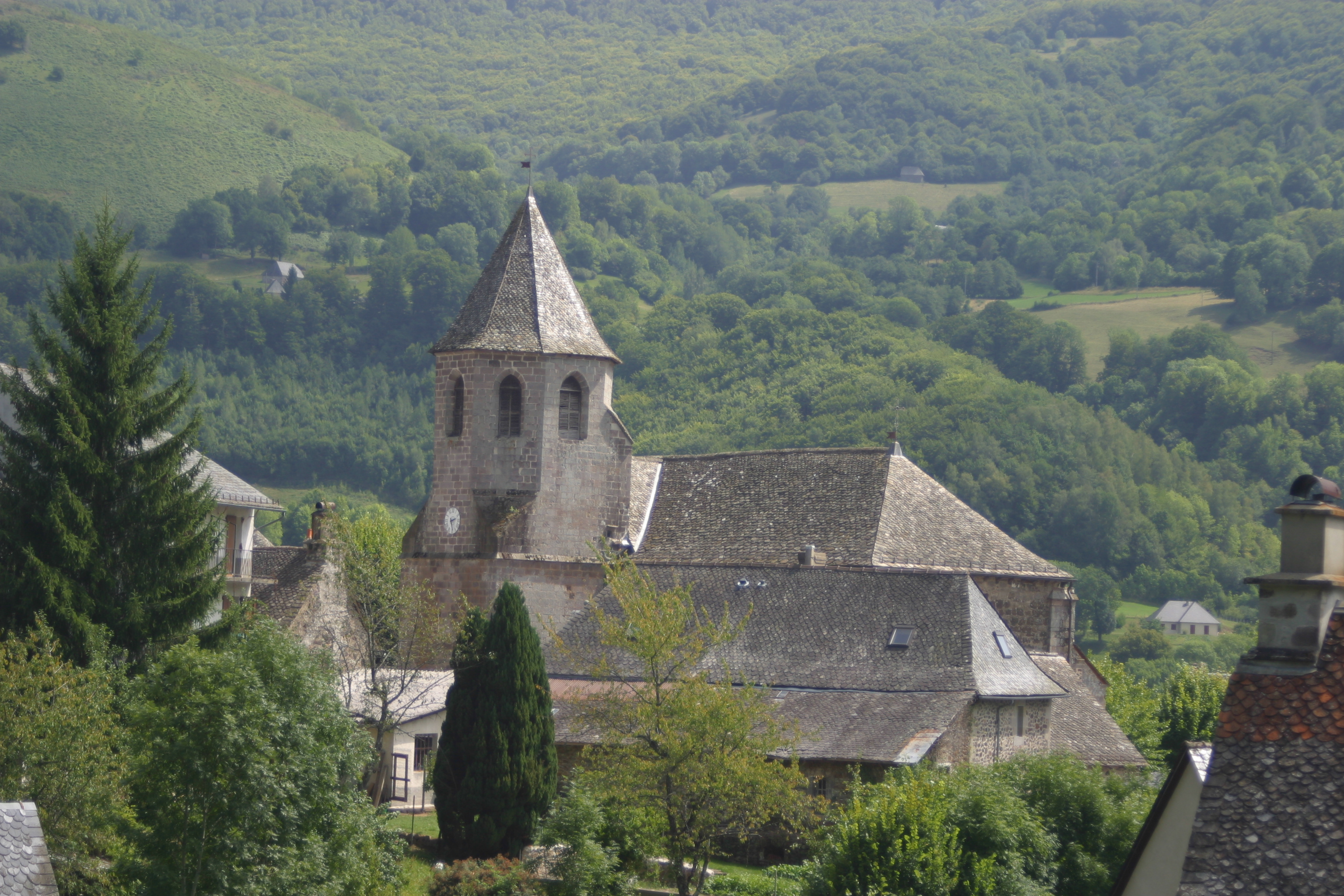
Церковь Сен-Мартен
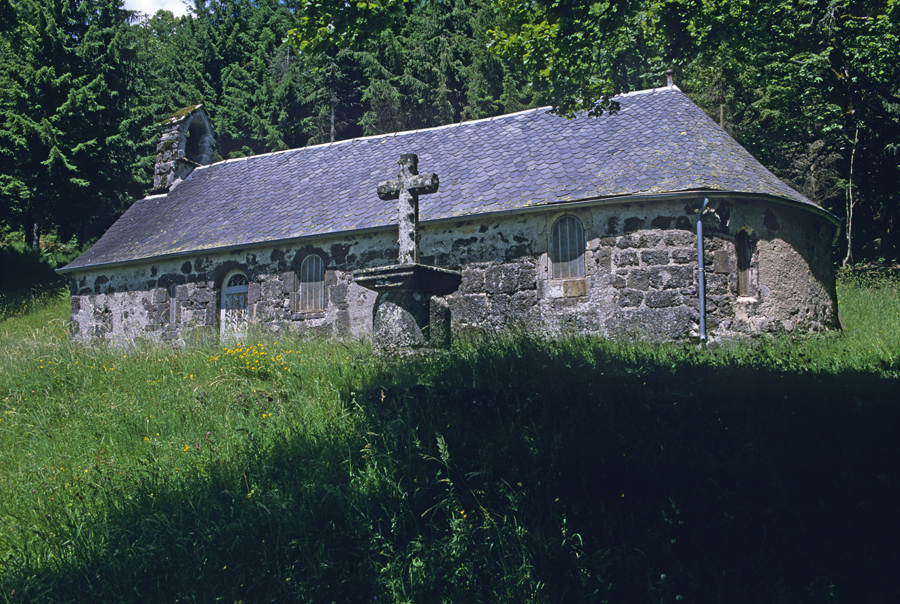
Часовня Утешения Богоматери
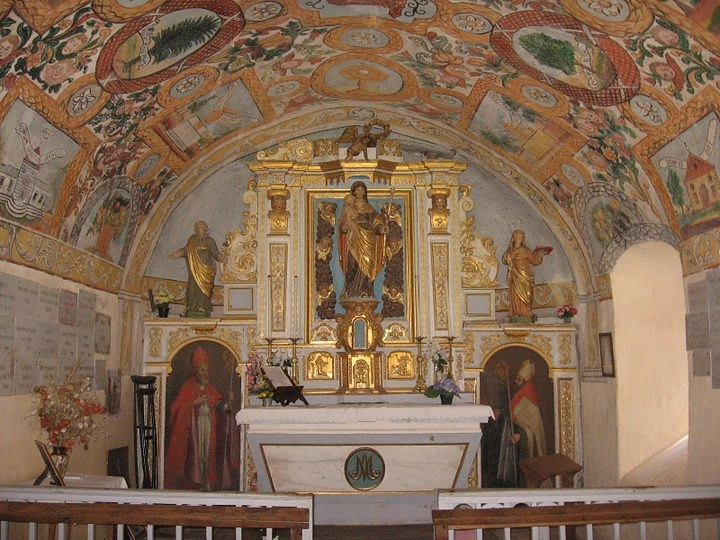
Интерьер часовни Утешения Богоматери
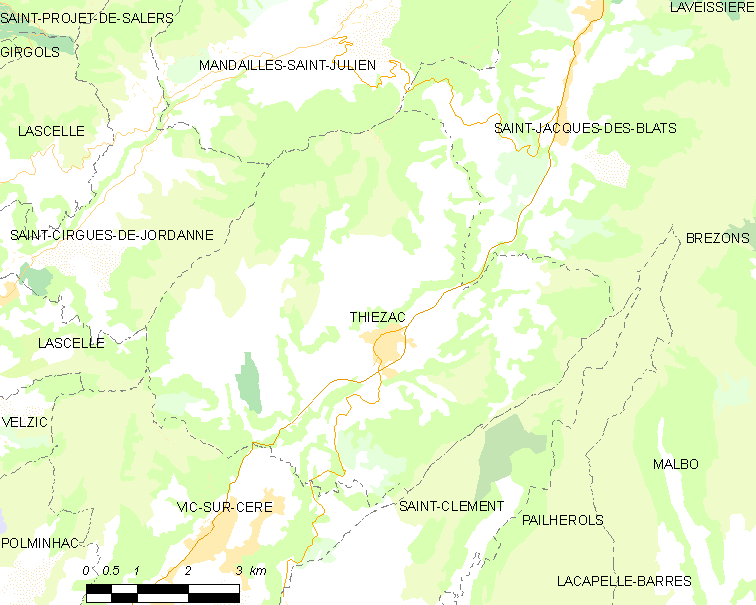
Карта коммуны